# 永山屯田まつり
永山屯田まつり（ながやまとんでんまつり）は北海道旭川市の永山地区で開かれる祭り。

## 概要
永山屯田まつりは1987年より開かれている祭りで、道北においてもよく知られる祭りである。永山商工会が主催し自治体などの協賛を受け開催されている。元々地域のコミュニケーションを図るために開始されたが、今は道内外からも見物客が来るほどの祭りである。道内最大の太鼓があり、「屯山(みやま)あんどん」といわれる、扇形をした弘前ねぷたの様な山車と共に駅前通りや住宅地内の道路を練り歩く様は見ものである。
開始からしばらくは前夜祭、永山三愛病院を出発し永山一番線を経由してイオン永山店へ至る西流し、上川総合振興局上川合同庁舎を出発し永山駅で折り返し永山市民交流センター前のお祭り会場(旧北海道旭川農業高等学校グラウンド)へ至る東流しと3日間掛けて開催されていたが、2013年現在は前夜祭、東流しの2日間のみの開催となっている。